# Keputeraan
Keputeraan is een bestuurslaag in het regentschap Lubuklinggau van de provincie Zuid-Sumatra, Indonesië. Keputeraan telt 2806 inwoners (volkstelling 2010).